# Repartiment de Polònia

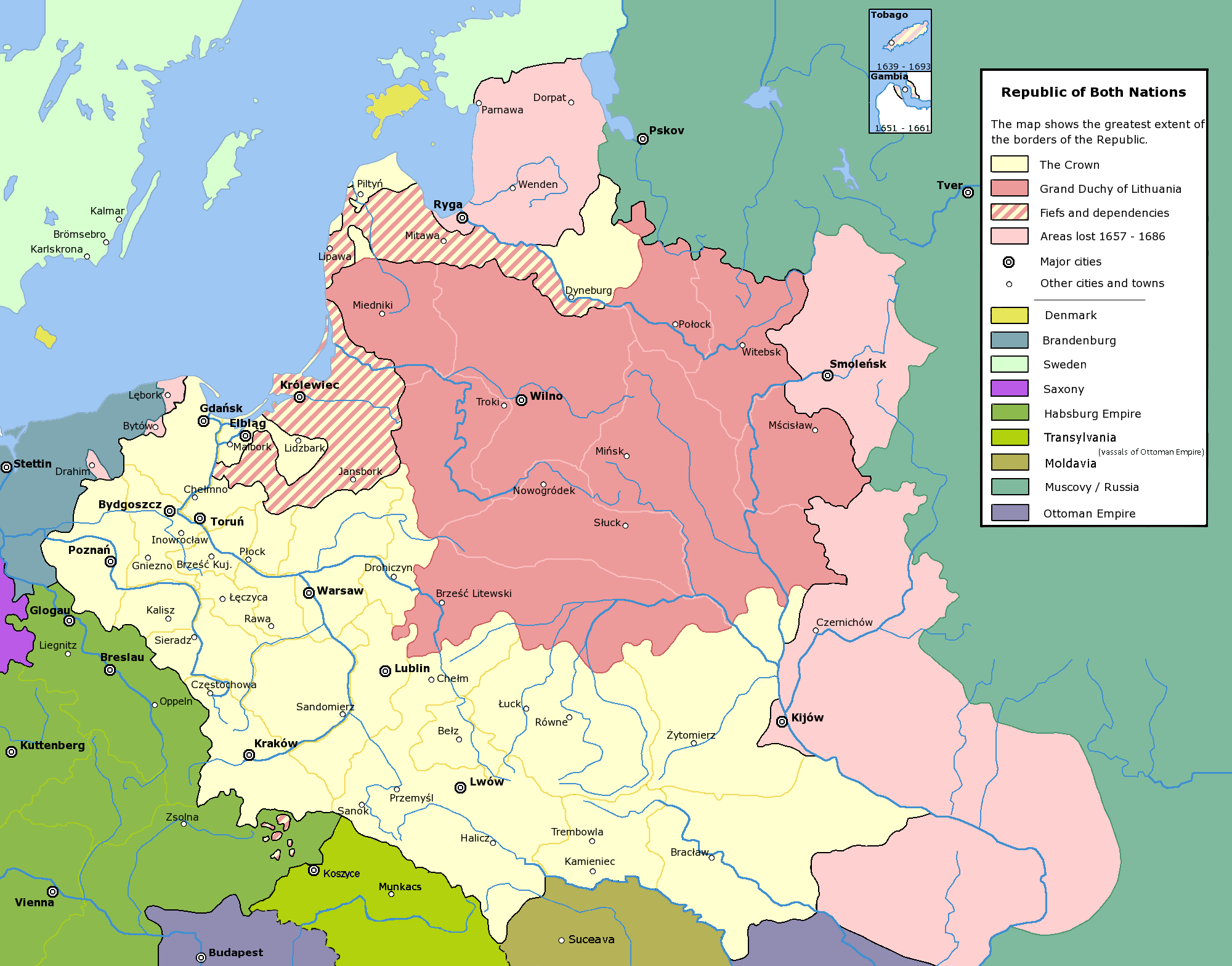
Abans del repartiment, la confederació lituano-polonesa en el seu moment de major expansió (en rosa pàl·lid, els territoris perduts ja el segle XVII).

El terme repartiment de Polònia designa el seguit de tres annexions successives del territori de la República de les Dues Nacions (Polònia i Lituània) cap al final del segle xviii (1772, 1793 i 1795) en benefici de l'Imperi Rus, el regne de Prússia i l'Arxiducat d'Àustria.
Es tracta d'un dels períodes més foscos de la història de Polònia. Afeblida a l'interior per l'anarquia nobiliària, conseqüència del liberum veto, i presa fàcil per als seus veïns, que atiaren les seves divisions internes, Polònia no va reeixir a conservar la seva independència malgrat les reformes fetes sota l'esperit de la Il·lustració pel rei Estanislau II August Poniatowski, antic amant de l'emperadriu de Rússia, país on acabà els seus dies exiliat.

## Primera partició (1772)

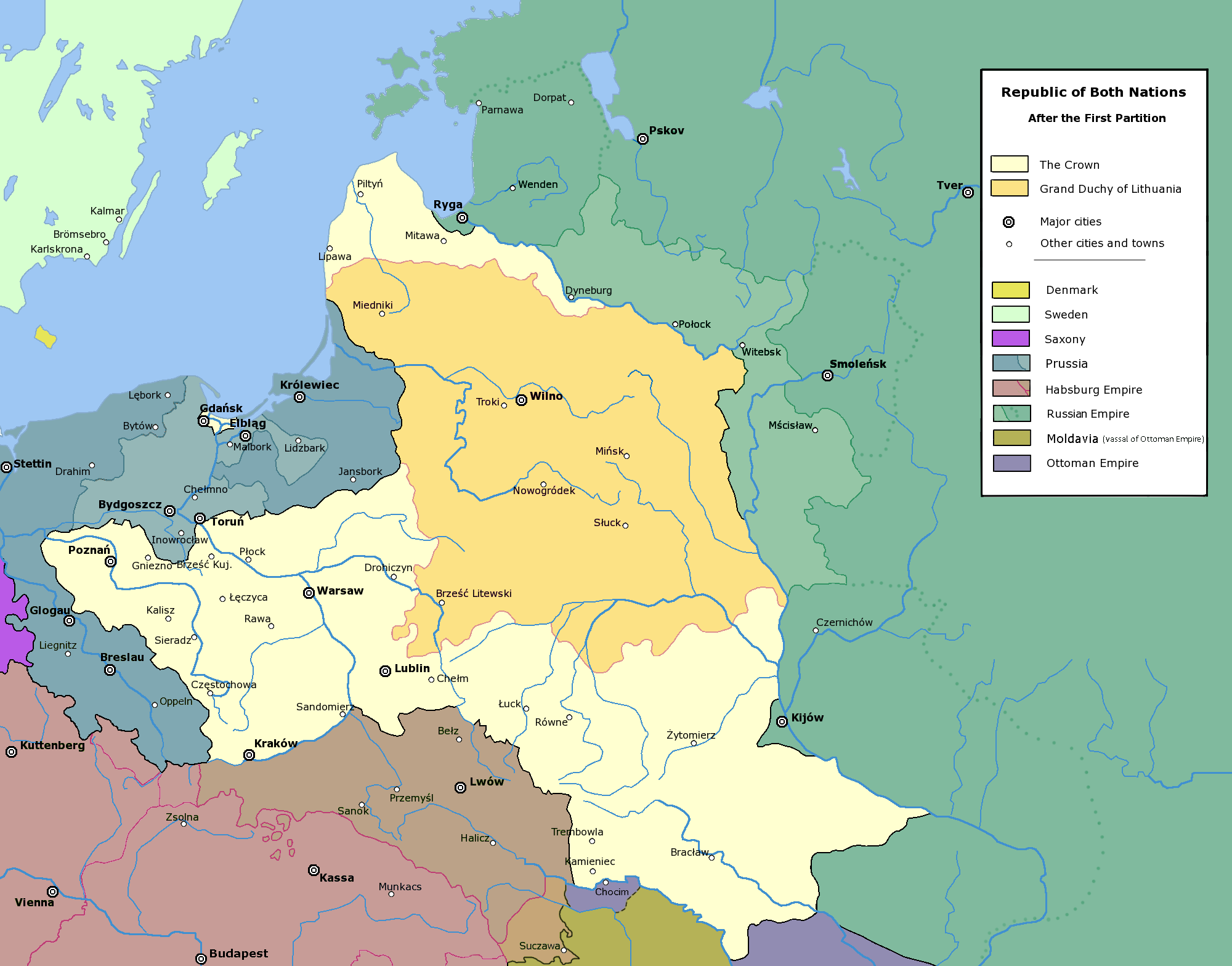
Polònia i Lituània (groc) després de la primera partició (1772).

La primera partició s'esdevé després de les successives victòries de Rússia, a Europa, contra l'Imperi Otomà. Després d'aquestes victòries, Àustria, inquieta per la puixança del poder rus, amenaça d'entrar en guerra contra l'Imperi Rus.
Rússia, que havia utilitzat el pretext d'augmentar les llibertats religioses per desestabilitzar la Commonwealth, va impulsar les reformes garantides per Caterina II de Rússia a través del Sejm que atorgava als cristians protestants i ortodoxos el mateix estatus que el dels catòlics romans dominants, limitava alguns privilegis del clergat catòlic i va augmentar el càstig per matar un camperol va augmentar de multa a pena de mort, el liberum veto va ser abolit als sejmiks (parlaments locals) i es va crear una casa de moneda. La reacció resultant entre el lideratge catòlic romà de Polònia als privilegis dels protestants i el profund ressentiment de la intromissió de Rússia en els afers interns de la Confederació van portar a la Guerra de la Confederació de Bar dirigida contra Estanislau August Poniatowski i Rússia.
Per tal d'evitar un conflicte, el prussià Frederic II de Prússia aconsegueix desviar l'expansionisme de Caterina II envers Polònia, on el poder és estructuralment feble des del 1768, a causa de la guerra civil que va devastar el país. Frederic II escriu amb cinisme sobre l'emperadriu catòlica Maria Teresa I d'Àustria, en una carta sobre llur participació comuna en el primer repartiment de Polònia: "Caterina i jo mateix som simplement uns lladres; però tinc realment moltes ganes de saber com s'ho ha fet l'emperadriu per calmar el seu confessor: ella plorava mentre robava, i com més plorava, més robava".
El 5 d'agost de 1772 Rússia, Prússia i Àustria signaren un tractat, ratificat pels seus signataris el 22 de setembre de 1772. Ratificat el 18 de setembre de 1773 per la Dieta polonesa, que fa perdre a Polònia el 30% del seu territori i un terç de la seva població.
- Rússia rep els territoris a l'est de la línia formada pels rius Dvinà, Prut i Dnièper;
- Prússia obté la rica regió de la Prússia reial, habitada en un 90% per alemanys, amb la part nord de la Gran Polònia (Wielkopolska), poblada per polonesos;
- Àustria obté la Petita Polònia (Malopolska), el sud de la conca del Vistula i l'oest de la Podíl·lia.

## Segona partició (1793)

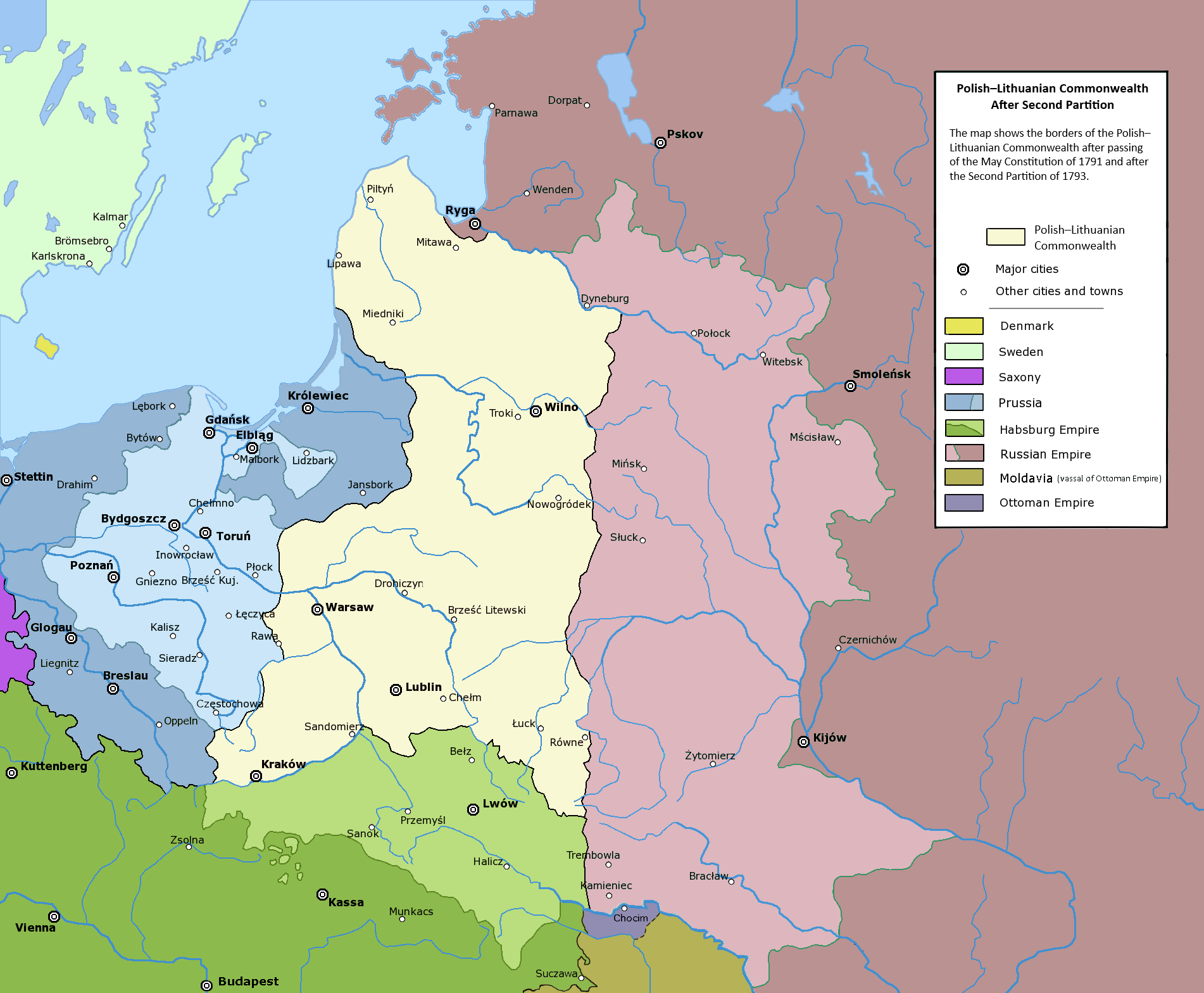
Polònia després de la segona partició, ara sense la participació d'Àustria (1793).

L'Aliança polonesoprussiana de 1790 donà falses esperances que la Mancomunitat podria haver trobat per fi un aliat que el protegiria mentre es reformava. La Constitució de Maig de Polònia de 1791 que donava dret a vot de la burgesia, va establir la separació dels tres poders de l'Estat, i va eliminar els abusos de la Repnin Sejm. Aquestes reformes van propiciar accions agressives per part dels seus veïns, preocupats pel potencial de renaixement de la Mancomunitat. Una vegada més Polònia es va atrevir a reformar-se i millorar-se a si mateixa sense l'autorització de Rússia. Les forces russes van envair la Mancomunitat a petició del nobles de la Confederació de Targowica el 4 de maig de 1792 contra el mateix estat polonès. Rússia acceptà d'intervenir amb l'argument que Polònia havia estat víctima del jacobinisme radical, llavors en seu apogeu a França, i, igual que Prússia, hi envià tropes. El rei Frederic-Guillem II de Prússia va exigir l'annexió de la Gran Polònia, se suposa que reforçat en la seva posició de líder de la coalició de monarquies absolutistes contra la França revolucionària i l'amenaça de la retirada prussiana de la coalició.
Abandonats pels seus aliats, les forces poloneses proconstitucionalistes, superades en nombre, van dur a terme, sota les ordres del príncep Józef Poniatowski una guerra defensiva amb alguna mena d'èxit, però finalment van rebre l'ordre d'abandonar la seva resistència per part del seu comandant suprem, el rei Estanislau August Poniatowski. El rei decidí d'unir-se a la Confederació de Targowica, tal com demanaven els russos. Rússia va envair Polònia per assegurar la derrota de les reformes de Polònia, amb l'únic objectiu evident d'una altra partició (considerava Polònia com el seu protectorat, i veien poca necessitat de renunciar a trossos de Polònia en favor d'altres països). Frederic Guillem II de Prússia, però, va veure els esdeveniments com una oportunitat per enfortir el seu país. Frederic va exigir a Caterina, per tal que el seu país abandonés l'aliança amb Polònia, i perquè Prússia participés en la Primera Coalició contra la França revolucionària (una participació de Rússia encoratjava, i en la qual Prússia havia patit recentment una gran derrota a la batalla de Valmy), que Prússia rebés una compensació - preferentment amb parts del territori polonès. Rússia aviat va decidir acceptar l'oferta de Prússia.
L'acord entre totes dues potències va portar al segon repartiment de les terres poloneses entre Rússia i Prússia, que també va ser ratificat per la Dieta polonesa. Àustria en restà al marge perquè tenia les mans lligades per la guerra que li havia declarat la seva antiga aliada, França. Rússia rebé la Belarús lituana i l'Oest d'Ucraïna i Prússia obtingué les ciutats de Danzig i Thorn, així com la resta de la Gran Polònia i una part de la Mazòvia.

## Tercera partició (1795)

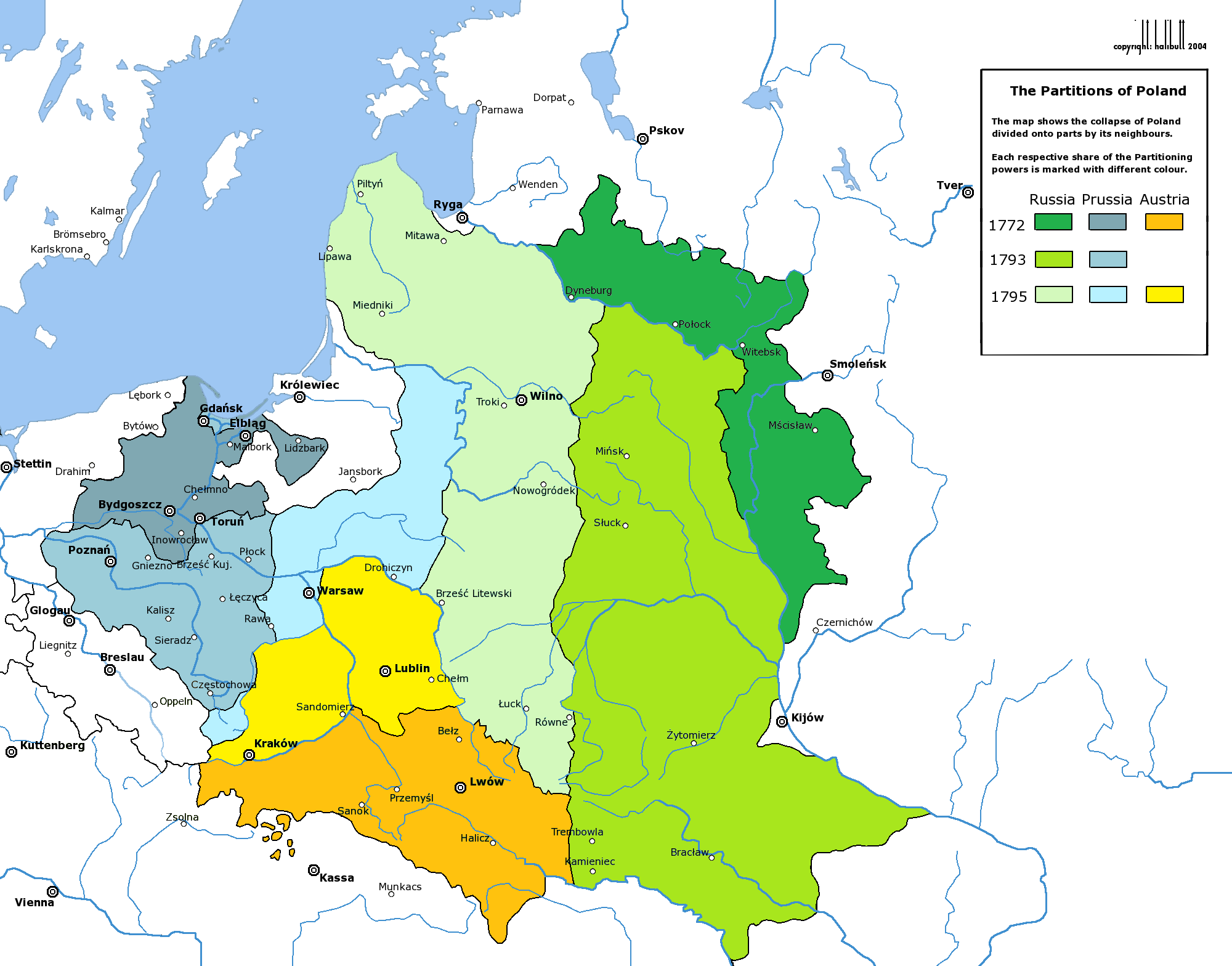
La liquidació final de Polònia, o Tercera partició (1795), amb l'històric de les tres fases.

Els polonesos van intentar mantenir la seva independència, mentre els aristòcrates de la Confederació de Targowica estaven desil·lusionats perquè Rússia havia aprofitat la derogació de la Constitució del 3 de maig per annexar-se nous territoris, en contra de la promesa feta pels ambaixadors russos al rei Estanislau II. A l'abril de 1794 els governs de Prússia i Rússia van ordenar que l'exèrcit polonès reduís els seus efectius a la meitat, i lliurés l'altra meitat de les tropes als exèrcits rus i prussià per al seu enrolament en aquests. Davant d'això, un regiment de soldats polonesos es va revoltar a Ostrołęka i aquest esdeveniment va causar una revolta generalitzada a Polònia contra les guarnicions russes i prussianes que havien estat acantonades en territori polonès de manera permanent des de 1793. Tadeusz Kościuszko va dirigir les tropes poloneses en un esforç per restablir la plena independència del país i també estimular reformes polítiques, per a això va concebre la idea de proclamar la fi de la servitud camperola. Aquest pla serviria per reclutar més tropes, unir la gran massa de camperols al moviment nacionalista (davant del qual havien mostrat indiferència en el passat), i eliminar distincions socials que puguin ser explotades per russos i prussians. No obstant això, el seu esforç va fracassar, atès que molts aristòcrates es van negar a aquesta concessió, mentre que la por a les idees de la Revolució Francesa causava que l'aristocràcia polonesa més reaccionària preferís acceptar la dominació russa abans que les reformes proposades per Kościuszko .
Kościuszko i els seus aliats van declarar igualment que el seu objectiu final era restablir la independència de Polònia sota els principis de la Constitució de 1791, la qual cosa significava que no es proposaven restaurar els privilegis que tenia la szlachta en el règim anterior, fet que precipitava novament la pèrdua de suport entre la gran noblesa, que va refusar donar suport a la revolta. De la mateixa manera, la revolta aquesta vegada es va estendre a Lituània, on l'aristocràcia local va manifestar el seu rebuig a l'ocupació militar russa i va expulsar les seves guarnicions de Vílnius i Kaunas, mentre els rebels polonesos havien ofert reduir la preponderància de Polònia en l'esquema de la República de les Dues Nacions i augmentar la importància política dels lituans.
Les forces poloneses van contenir inicialment la invasió prussiana als afores de Varsòvia, però no estaven en condicions de vèncer un atac simultani de tropes russes; tot i aconseguir inicials èxits contra els prussians, els rebels polonesos es trobaven amb grans dificultats per continuar la resistència contra enemics molt superiors en nombre i armament, mentre que les tropes regulars poloneses es trobaven bastant debilitades des de la Guerra russopolonesa de 1792 i lluitaven a més contra l'oposició de gran part de la szlachta.
A inicis de setembre de 1794 les tropes poloneses van començar a ser vençudes per les forces superiors en nombre del general rus Aleksandr Suvórov, que va prendre Varsòvia al novembre de 1794, amb la qual cosa posava fi a la revolta. Simultàniament. Al mateix temps, tropes prussianes van retornar a sòl polonès, reforçades en homes i material, per recuperar les seves posicions perdudes; davant la impossibilitat de seguir la resistència després de la caiguda de Varsòvia, els rebels polonesos van capitular.
A l'octubre de 1795 es van subscriure els últims acords entre Rússia i Prússia per disposar una tercer repartiment de Polònia i Lituània, en virtut del qual la República de les Dues Nacions deixava d'existir; es va considerar innecessari reunir un Sejm en tenir per endavant planejada l'extinció de Polònia-Lituània. Les negociacions es van realitzar a Sant Petersburg i van ser marcades per disputes entre Àustria i Prússia, fins que es va arribar a un acord final el 1796. Segons els termes pactats, Rússia ocupava tota la resta de Belarús encara sota domini polonès, i se li atorgava la plana central polonesa, amb les regions de Masòvia, Polèsia, i Podlàquia; Rússia també es va apoderar de la totalitat de Lituània i va fixar la frontera dels seus nous dominis fins al riu Neman.
El Regne de Prússia es va annexar els territoris encara lliures de la Gran Polònia juntament amb Łódź, Varsòvia, i els seus voltants, mentre va confirmar el seu domini sobre el litoral de Pomerània. En el mateix tractat es va pactar evitar conflictes amb Àustria, tot reconeixent a aquesta la possessió sobre la totalitat de les províncies poloneses de Galítsia i la Petita Polònia, incloent com a possessió austríaca la ciutat de Cracòvia.
Estanislau II va ser forçat a abdicar sense designar successor i va marxar exiliat a Rússia, on va residir en un palauet de Sant Petersburg fins a la seva mort en 1798. Els aristòcrates que s'havien negat a donar suport la revolta de Kosciuszko van conservar els seus béns i privilegis com a súbdits russos, mentre que es van expropiar els béns dels que van donar suport a la revolta. Caterina II morí l'any següent. L'emperador romanogermànic i el rei de Prússia serien a partir d'aleshores aliats contra la França revolucionària. Un cos militar polonès anomenat "legions poloneses", s'uní al Primer Imperi Francès, enemiga de tots els països que havien pres part en les particions. Malgrat la creació el repartir-se Polònia entre ells. El ducat de Poznań i la Prússia occidental van anar a Prússia, Galítsia va anar a l'Impreri Austrohongarés i Cracòvia va esdevenir ciutat lliure. Hi coexistien contrades de llengua polonesa, lituana, belarussa, rutena i ucraïnesa.

## La restauració
En acabar la Primera Guerra Mundial, el Tractat de Versalles permet la renaixença de Polònia (1919), sobre la base del Regne de Polònia, així com la restitució de la major part dels territoris que els imperis alemany i austrohongarès els havien arrabassat (però no els territoris orientals, incorporats a Rússia).